# Loge Willem Fredrik
Willem Fredrik is een vrijmetselaarsloge in Amsterdam die is opgericht in 1814 en deel uitmaakt van de Orde van Vrijmetselaren onder het Grootoosten der Nederlanden. Het is de Nederlandse voortzetting van de Franse loge Saint Napoléon, die in 1810 in Amsterdam werd opgericht. Deze nieuwe Nederlandse loge is in 1813 met instemming van koning Willem I naar hem vernoemd. 
De leden van Loge Willem Fredrik komen op tweewekelijkse basis samen voor een rituele bijeenkomst of een lezing en wel op de maandag in de tweede week en op de vrijdag in de vierde week van de maand. Driemaal per jaar organiseert de loge openbare lezingen, die toegankelijk zijn voor niet-leden.

## Geschiedenis

### 19e eeuw
De geschiedenis van loge Willem Fredrik begint in 1810, wanneer het koninkrijk Holland wordt ingelijfd bij het Franse Keizerrijk. In dat jaar vestigt een groot aantal Franse ambtenaren en militairen zich in Amsterdam. Onder hen zijn veel vrijmetselaren en al snel na de inlijving kent Amsterdam vier actieve Franse loges, waaronder de Loge Saint Napoléon. Deze loge wordt op 15 oktober 1810 opgericht, met maarschalk Nicolas Charles Oudinot als erevoorzitter.

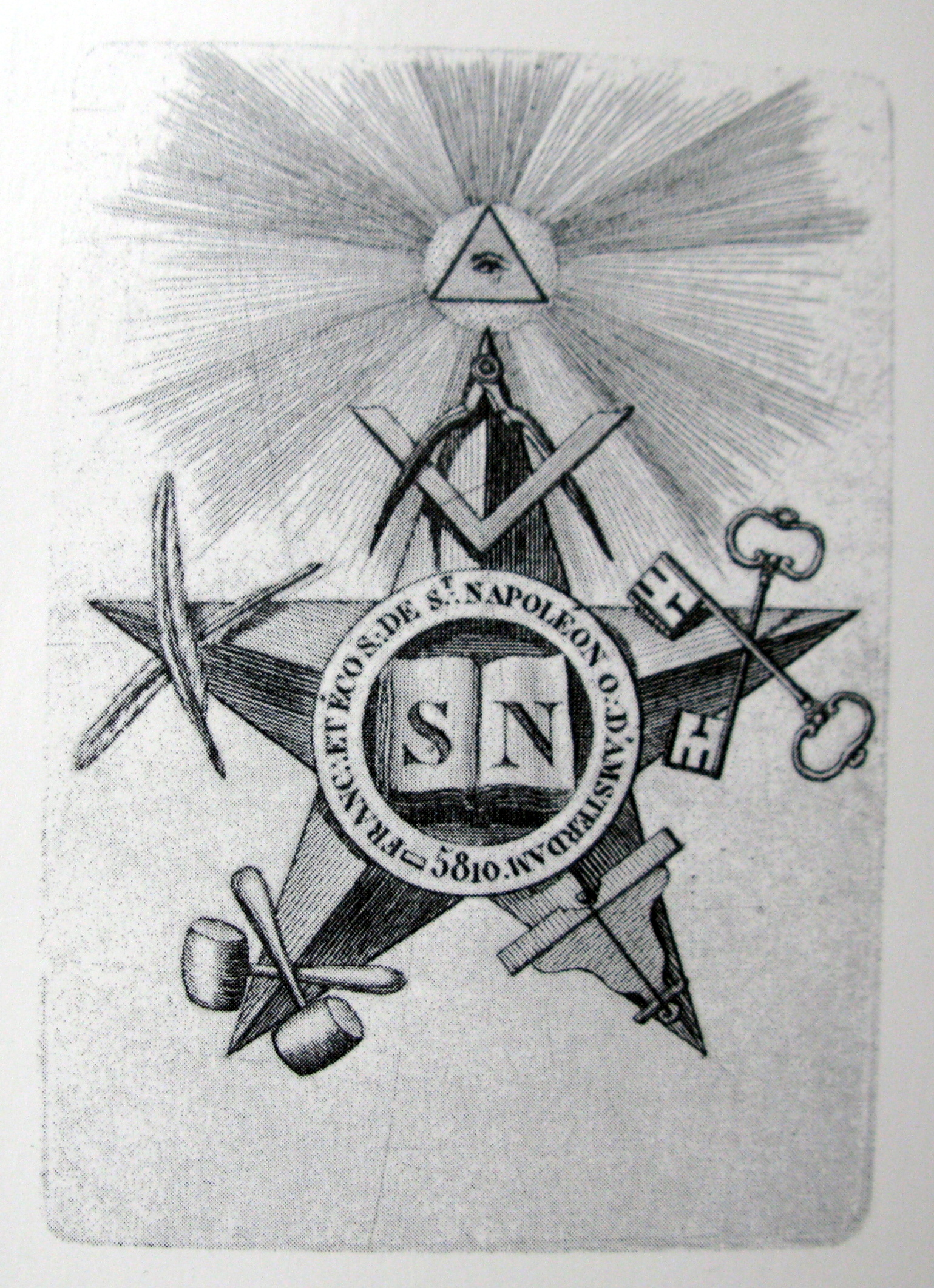
Zegel van loge Saint Napoleon die in 1813 is hernoemd naar loge Willem Fredrik

Wanneer het Napoleontische bewind in Nederland in 1813 ten val komt, hebben de Franse loges in Amsterdam geen bestaansrecht meer. De Franse officieren keren terug naar Frankrijk waar loge Saint Napoléon tot 1835 actief blijft in Parijs, en achtergebleven Amsterdamse leden van Loge Saint Napoléon richten met instemming van Koning Willem I in 1814 een nieuwe loge in zijn naam op onder de Orde van Vrijmetselaren onder het Grootoosten der Nederlanden, te weten Loge Willem Fredrik. Op deze manier verzekert de Koning zich van de steun van een Amsterdamse loge, die veel bestuurders telt onder zijn leden.
Volgens Floor Meijer was Loge Willem Fredrik gedurende het grootste deel van de 19e eeuw “met stip de chicste loge van Amsterdam”. Een belangrijke reden hiervoor lag in het lange voorzitterschap van Rijksadvocaat, politicus en schrijver Jacob van Lennep. Lange tijd stond de loge zelfs bekend als ‘de aristocratische loge’, een titel die zij vooral te danken had aan de zorgvuldige manier van balloteren. Hierdoor, en door haar geringe bereidheid om samen te werken heeft zij wellicht de reputatie van ‘hooghartig buitenbeentje’. In het tijdperk van Lennep, die kind aan huis was bij de van Oranjes, en dankzij het lidmaatschap van de loge van koning Willem II, nam zij tijdelijk meer afstand van haar Franse origine.
Loge Willem Fredrik is in de 19e eeuw de voornaamste vertegenwoordiger van een behoudende stroming binnen een vrijmetselarij in transitie. De loge houdt vast aan de speelse 18e eeuwse sfeer van ‘de loge als speeltuin voor de stedelijke elite’. Naast de rituele arbeid, hecht de loge evenveel waarde aan de tafelloges, de diners ter afsluiting van de logewerkzaamheden die traditioneel dienen om de broederband te versterken, maar in die tijd door sommigen in toenemende mate gezien werden als verwerpelijk overblijfsel uit lichtzinniger tijden.
Aan het eind van de 19e eeuw heeft de elite de vrijmetselarij verlaten, andere instanties nemen de maatschappelijke rol van vrijmetselarij, emanciperend, integrerend en beschavend, van haar over. Vrijmetselarij legt zich in toenemende mate toe op introspectie, op ‘Ken u Zelve’. Vrijmetselarij is er niet in geslaagd aansluiting te vinden met nieuwe emancipatie bewegingen van arbeiders en vrouwen.
Tegen de trend in maakt Willem Fredrik juist dan onstuimige tijden door, en steekt er in de loge, een nieuwe vooruitstrevende wind op. Floor Meijer schrijft: “Omstreeks 1880 ontpopte Willem Fredrik zich tot de progressiefste Amsterdamse loge en werd zij het centrum van een maatschappijgerichte stroming binnen de Nederlandse orde. Zoals loge Willem Fredrik vroeger in haar conservatisme de andere loges overtrof, lag zij nu in vooruitstrevendheid ver op de zusterloges voor.

### Vondelstraat 39-41
In 1905 betrekt Loge ’Willem Fredrik’ een nieuw logegebouw, aangekocht door een lid van de loge, aan de Vondelstraat 39-41. Daarmee heeft de loge na de Keizerlijke Kolfbaan, Diligentia, Frascati, Odeon, Krasnapolsky en Keizersgracht 444-446 weer een vaste plek gevonden. Inmiddels is het logegebouw, dat in 2012 grondig op de schop is genomen, werkplaats voor alle Amsterdamse loges.

### Eerste Wereldoorlog
Met het oog op het uitbreken van de Eerste Wereldoorlog ziet ’Willem Fredrik’ in 1914 af van de viering van haar eeuwfeest. Op 4 augustus 1914 wordt dan het logegebouw ter beschikking gesteld van het Rode Kruis en onder leiding van generaal L. van Lier, Directeur Militaire Geneeskundige Dienst en lid van Willem Fredrik, omgebouwd tot lazaret. Ziekenzalen, een operatiekamer en een apotheek worden met fondsen van de Amsterdamse loges ingericht.

### Interbellum
In de periode tussen 1918 en 1939 gaat het de loge voor de wind. Toch neemt in heel Europa de anti-vrijmetselaarspropaganda toe vanuit kerkelijke en politieke hoek. Bij het 125-jarig bestaan van de loge in 1939 wordt dan ook somber vooruit geblikt.

### Tweede Wereldoorlog
Op 4 september 1940 verbiedt de Duitse bezetter alle vrijmetselaarsactiviteiten. Het logegebouw in de Vondelstraat wordt onteigend en bezet door NSB en SS. Wie het nu over ’Willem Fredrik’ heeft, spreekt van ’Wynand Fockink’, slijterij en distilleerderij te Amsterdam. De broeders van ’Willem Fredrik’ blijven elkaar ontmoeten, en wel als kegelclub. Die komt bijeen in het Parkhotel, het hoofdkwartier van de vijand.
Na de arrestatie van enkele Amsterdamse broeders gaat de kegelclub tijdelijk ’in ruste’ en wordt dan elders heropend. De club blijft gedurende de hele oorlog actief en bestaat zelfs tot eind jaren tachtig. ’Willem Fredrik’ komt echter niet ongeschonden uit de oorlog. Veel leden overleven de oorlog niet of brengen deze door in gevangenschap.

### Tweede helft 20e eeuw
Na de oorlog kan de loge zich succesvol heroprichten. Loge Willem Fredrik wordt weer powerhouse, op haar hoogtepunt telt zij meer dan 120 leden. Een sterk veranderende wereld, toenemende individualisering en natuurlijk verloop zorgen er echter voor dat orde en loge aan het begin van de 21e eeuw een bescheidener omvang hebben.

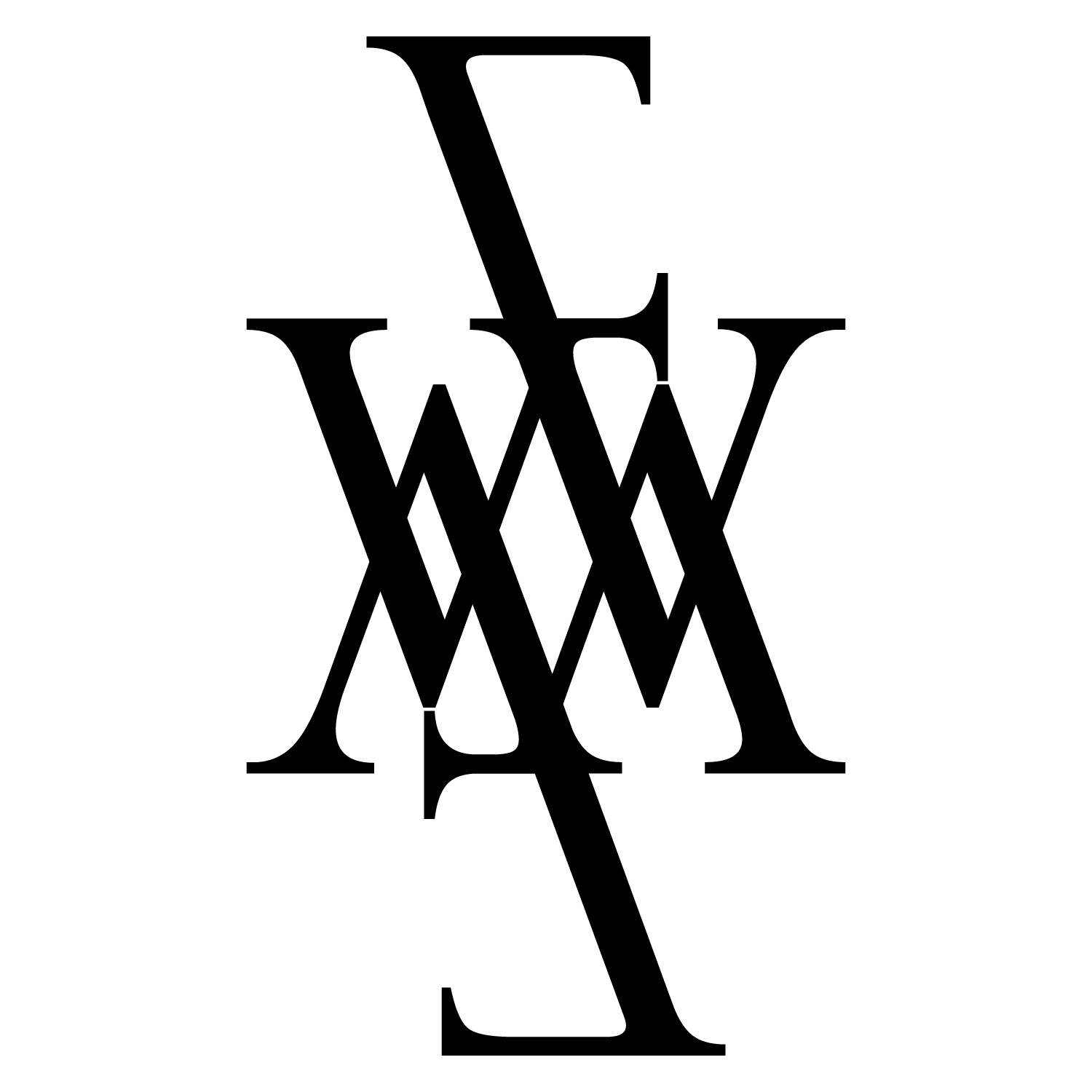
Monogram van Loge Willem Fredrik

## Huisvesting
Sinds een lid van Willem Fredrik het gebouw in 1904 aankocht, is Loge Willem Fredrik altijd gehuisvest geweest in het logegebouw aan de Vondelstraat 39-41 te Amsterdam. Toen het logegebouw aan de Vondelstraat in 2012 voor een grote renovatie tijdelijk werd gesloten, is Loge Willem Fredrik bijeengekomen in de Burcht van Berlage. Sinds september 2013 komt de loge weer bijeen in het logegebouw aan de Vondelstraat 39, samen met een zestal andere Amsterdamse loges.

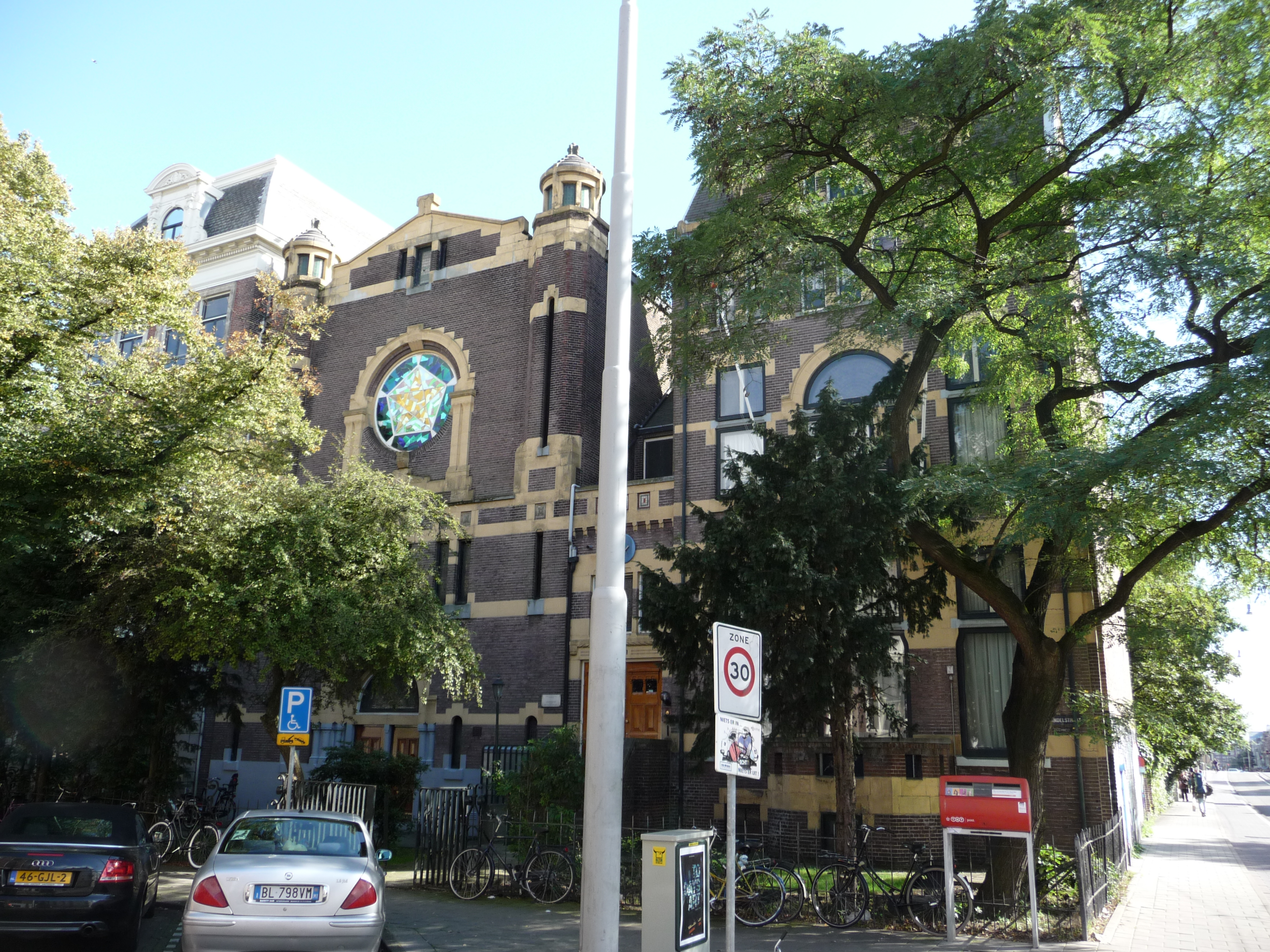
Het logegebouw gelegen op Vondelstraat 39 in Amsterdam

## Vooraanstaande (ere)leden
Op alfabetische volgorde zijn hieronder enkele vooraanstaande (ere)leden van Loge Willem Fredrik opgesomd.
- Willem Simon Brand Klooster (Willem Brandt)
- Jhr. Gijsbert Carel Rutger Reinier van Brienen van Ramerus
- Anton Reinhard Falck
- Maurits Cornelis van Hall
- J. Menno Huizinga
- Willem Kromhout
- Jacob van Lennep
- Jacob Rauscher
- Koning Willem II